# 小佐野賢治
小佐野贤治（日语：小佐野 賢治/おさの けんじ，1917年2月15日—1986年10月27日），日本的商人，国际兴业株式会社的创始人，1976年曝光的洛克希德事件参与其中。